# 조선민주주의인민공화국 무역은행
조선민주주의인민공화국 무역은행(朝鮮民主主義人民共和國貿易銀行) 또는 조선무역은행(朝鮮貿易銀行)은 조선민주주의인민공화국의 주요 외국환은행이다.
1959년 11월에 세워졌다. 대외무역의 결제업무와 외국환 업무를 수행하며 무역기관들을 위한 지불보증과 환율을 결정 및 공표하는 역할을 한다. 조선민주주의인민공화국이 1979년부터 발행한 태환권(兌換券)의 한 종류인 '외화와 바꾼 돈표'의 발권업무를 1988년부터 전담했으나 2002년 7월 1일 이후로 태환권 제도를 공식적으로 없앴다.
조선민주주의인민공화국 무역은행의 총재를 지낸 바 있는 오광철은 외국의 금융기관 또는 투자회사, 민간기업 등에서 여러 달동안 연수를 받은 것으로 추정되며 2005년 6월 스위스 제네바에서 열린 유엔 무역개발회의와 2006년 12월 19일에 열린 미국과의 금융 실무회의에 참가한 바 있다. 대표 한장수는 조선민주주의인민공화국 무역은행의 모스크바 지점장을 지낸 바 있다.
2010년 중화민국의 메가인터내셔널커머셜뱅크(MICB)는 조선민주주의인민공화국 무역은행이 차용한 500만 달러 상당의 원금과 이자 등의 상환 청구 소송을 미국 연방 뉴욕남부지방법원에 제기하기도 했다.
2013년 3월 11일 미국은 대량살상무기의 확산 관련자들을 겨냥한 행정명령 13382호를 통해 미국 내 조선민주주의인민공화국 무역은행의 자산을 동결하고 모든 미국인 및 미국 업체들과의 거래를 금지시켰다. 2013년 5월 7일 중국은행도 조선민주주의인민공화국 무역은행의 계좌를 폐쇄했다.
2017년 8월 5일 유엔 안전 보장 이사회는 유엔 안전 보장 이사회 결의 제2371호를 채택하며 기존의 제재 대상에 조선민주주의인민공화국 무역은행을 추가했다. 9월 26일 미국 재무부는 조선민주주의인민공화국 무역은행 등 조선민주주의인민공화국의 은행 10곳을 제재 대상으로 지정하고 제재 대상의 은행들과 거래하는 제3국 금융기관들이 미국의 국제 금융망에 접근할 수 없도록 하는 조치를 단행했다.

## 같이 보기
- 조선민주주의인민공화국 중앙은행